# ビームフォーミング
ビームフォーミング（beamforming）とは所定の方向に波（電波、音波など）の指向性を高める技術。

## 概要
アクティブ・フェーズドアレイ・アンテナ等、指向性を能動的に制御できるアンテナでは以前から使用されていた。多数の小型のアンテナに給電する高周波の位相を制御することにより、指向性を変える。またソナーでも、送波器・受波器をアレイとして配列し、ビームフォーミングを行っている。
Wi-Fiは従来SISO (単入力、単出力) だったが、IEEE802.11nになりMIMO (多入力、多出力) が可能になり通信速度が向上して更にマルチユーザーMIMO (MU MIMO) で高速化された。その背景には限られた周波数帯を有効に活用しつつ広帯域を確保するために空間多重化 (SM, spatial multiplexing) が必要になる。従来は軍用のレーダー等の使用に留まっていたが、近年では高周波デバイスの集積回路化が進んだことにより、身近にあるMIMOに対応した無線LANや携帯電話等の通信機器にも採用されつつある。また、衛星放送、衛星通信においても降雨減衰を避けるために用いられる。ビームフォーミング機能を利用するためには対応した通信規格の通信機器を使用する必要がある。

## 歴史
この分野で最初期のアイデアとしては、A.R. Kaye と D.A. George（1970年）、W. van Etten（1975年、1976年）まで遡る。ベル研究所の Jack Winters と Jack Salz は1984年と1986年にビームフォーミングに関する応用についての論文を発表した。
Arogyaswami Paulraj と Thomas Kailath は1993年、MIMOを使った 空間多重化 (SM, spatial multiplexing) の概念を提唱した。1994年には空間多重化に関する特許（アメリカ合衆国特許第 5,345,599号）を申請しており、特に無線放送での応用を強調している。
1996年、Greg Raleigh と Gerard J. Foschini はMIMO技術の新たなアプローチを考案し、リンクのスループットを効果的に改善すべく、一つの送信機に複数のアンテナを設置した構成を検討した。
1998年、ベル研究所はMIMO通信システムの性能を改善する主要テクノロジーである空間多重化の実験室レベルでのプロトタイプ開発に成功した。